# Аділь Каскабай
Аділь Каскабай (13 травня 1998) — казахський плавець.
Призер Азійських ігор 2018 року.